# Johanneskirche (Künzelsau)

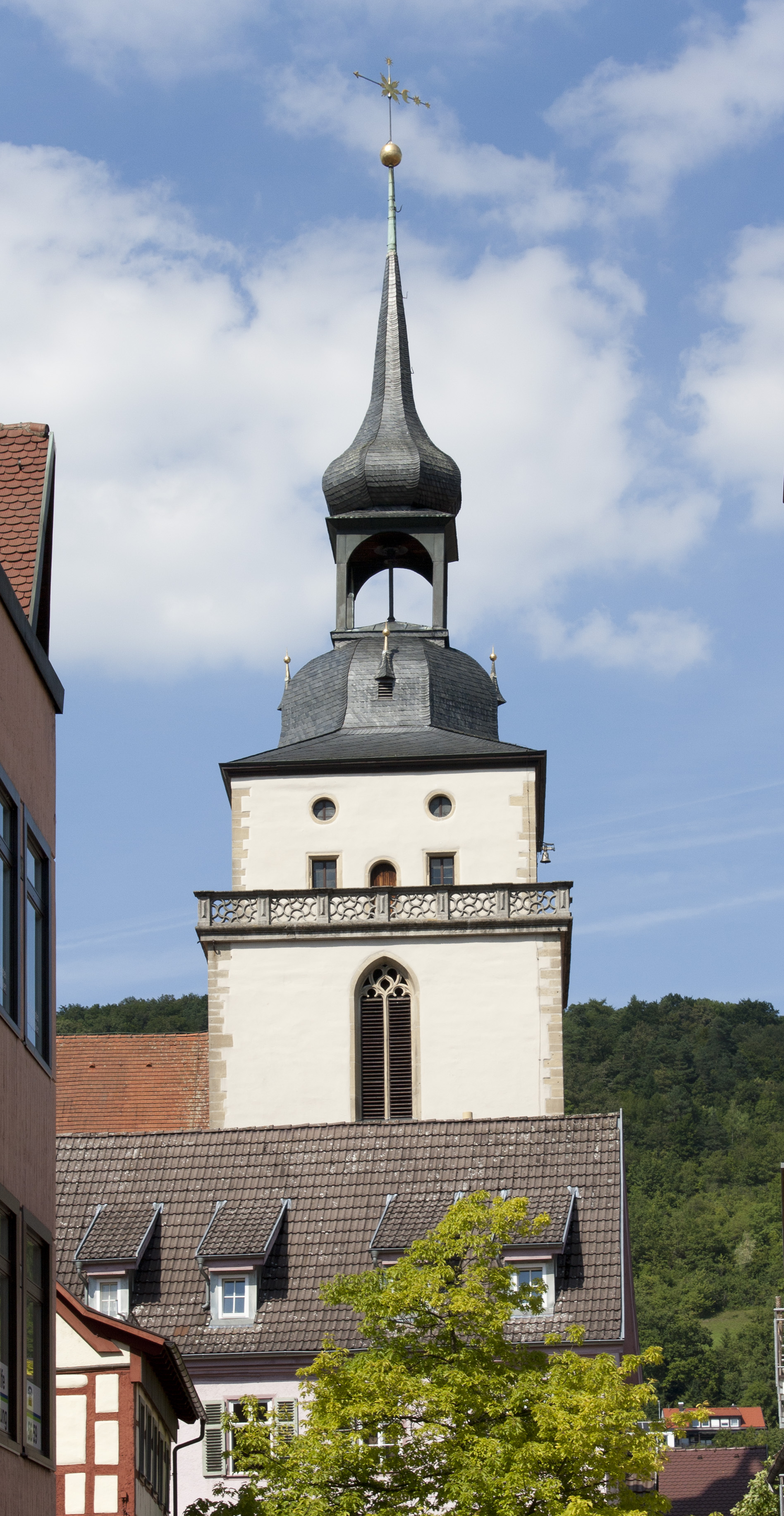
Die Johanneskirche in Künzelsau

Die Johanneskirche in Künzelsau ist die Pfarrkirche der Evangelischen Kirchengemeinde Künzelsau und das älteste Gotteshaus der Stadt. Wo sie steht, gab es bereits im 11. Jahrhundert eine Kirche. Der heutige Baukörper stammt im Kern aus dem Jahr 1617, er wurde seitdem vielfach verändert.

## Geschichte

### Vorgängerbauten
Die Johanneskirche ist die älteste noch bestehende Kirche von Künzelsau, das im Jahr 1096 erstmals in einer Urkunde auftaucht. Aus dem Kontext der Erwähnung lässt sich erschließen, dass es schon damals eine Kirche in der Siedlung gab. Archäologische Grabungen haben gezeigt, dass am Ort der heutigen Johanneskirche nacheinander mehrere Vorgängerbauten gestanden haben, über die es jedoch keine weiteren urkundlichen Nachrichten gibt. Nach den Grabungsbefunden könnte der älteste Kirchenbau um 1290 abgebrannt sein. An seiner Stelle wurde um 1290 eine frühgotische Chorturmkirche erbaut, von der sich im Turmsockel der heutigen Kirche wohl noch Reste erhalten haben. Für eine weitere Erneuerung der Kirche gibt es urkundliche Belege aus dem Jahr 1415. Für 1489 sind die Ausmalung eines Sant Hansen Häuslin (Bruderschaftshäuslein?) und der Aufzug neuer Glocken belegt, 1491 wurde ein „Regenbogen“ um den Kopf einer Johannesdarstellung erneuert. 1519 wurde eine Empore eingebaut, 1521 die große Glocke repariert oder erneuert, im selben Jahr ein neues Kruzifix beschafft. 1548 hat man den Kirchturm erneuert. 1610 bis 1613 folgten verschiedene weitere Arbeiten, unter anderem wurde damals Erde aus dem Kirchhof hinausgeführt, die man aus der Kirche von den Gräbern getragen hatte; möglicherweise hat man damals einen Teil der alten Grablegen in der Kirche ausgeräumt.
Das Patronatsrecht hatte ursprünglich das Kloster Comburg inne. 1278 bestätigte dies Papst Innozenz IV., seit 1278 war die Künzelsauer Kirche dann ganz im Eigentum des Klosters. Im 14. Jahrhundert sprachen die Päpste Urban V. und Bonifaz IX. dem Kloster auch den Nutzen der Kircheneinkünfte aus Künzelsau zu. Seit dem 14. Jahrhundert gab es Streitigkeiten mit den Fürsten von Hohenlohe, nachdem Kraft II. von Hohenlohe 1333 Schirmherr des Klosters Comburg geworden war und dem Kloster den Künzelsauer Besitz streitig zu machen drohte. Nachdem im 15. Jahrhundert zahlreiche weitere Streitigkeiten gefolgt waren und auch die Herren von Stetten Ansprüche auf kirchliche Rechte in Künzelsau erhoben hatten, verkaufte das Kloster Comburg 1483 seinen gesamten Künzelsauer Besitz und stellte die Kirche unter den Schutz der Fürsten von Hohenlohe, die 1622 dann schließlich auch das Patronatsrecht für die Kirche erhielten.

### Neubau von 1617

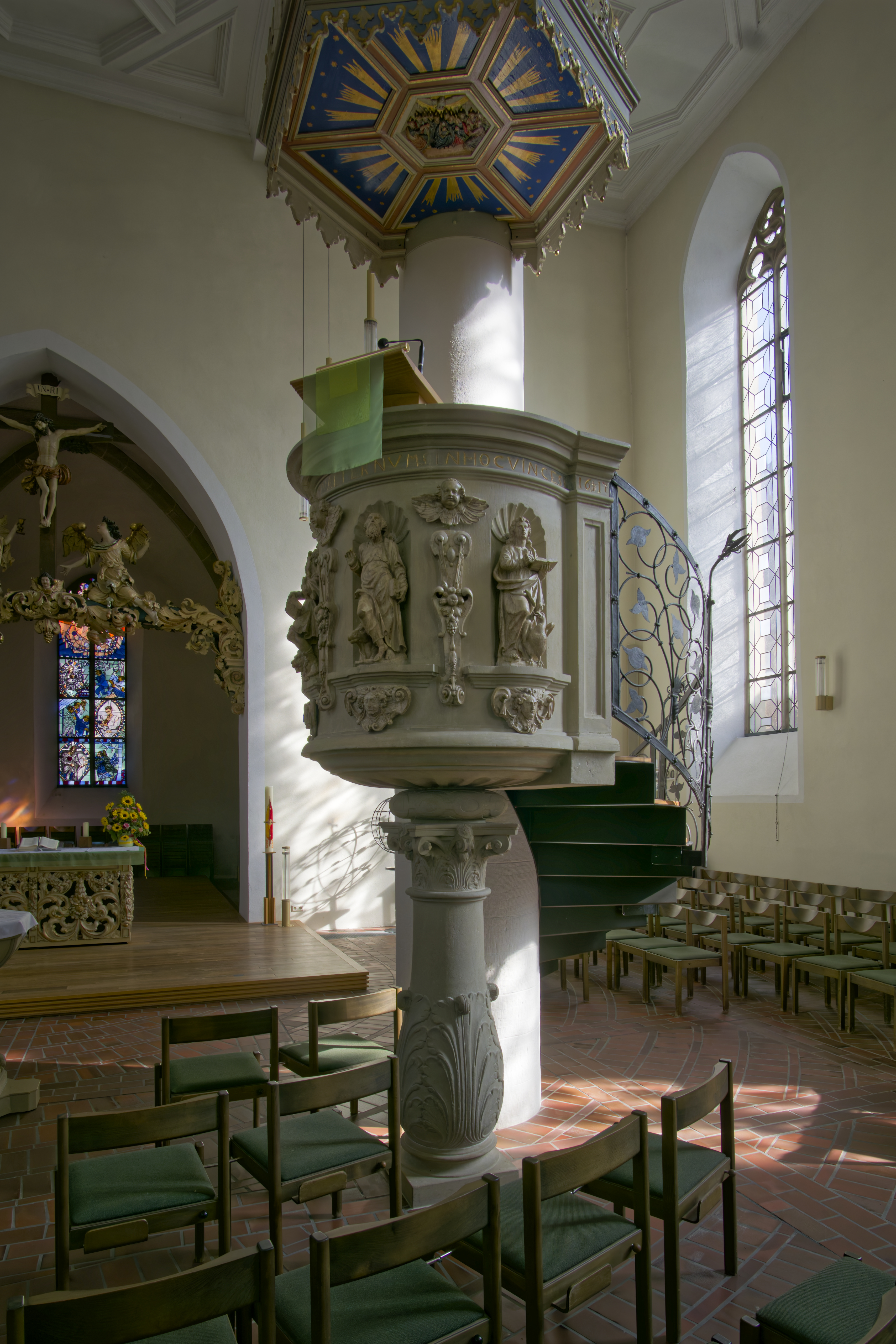
Kanzel

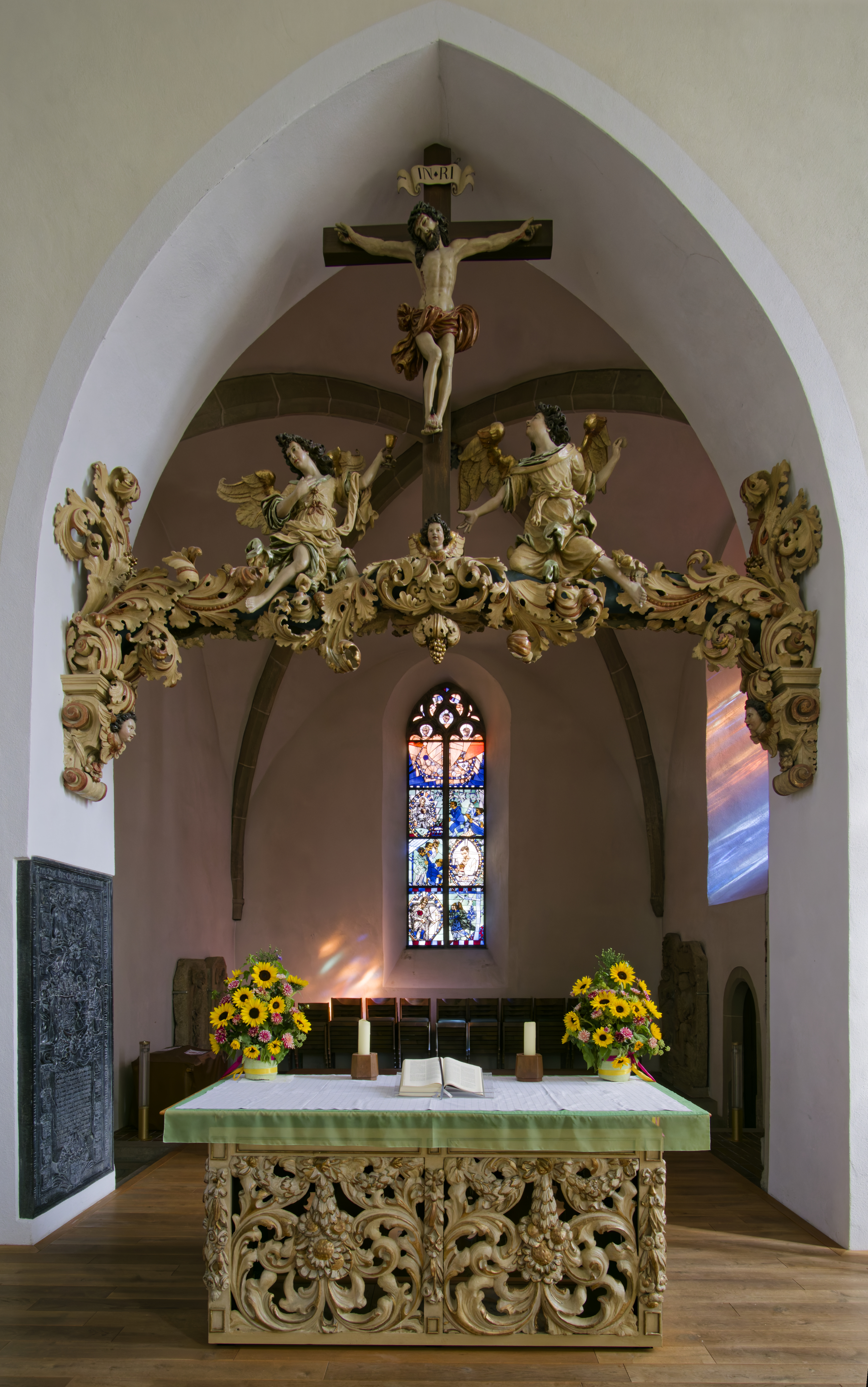
Altar und Triumphkreuz von 1704

1617 wurde die alte Kirche abgebrochen und durch einen Neubau ersetzt, der im darauf folgenden Jahr fertiggestellt war. Den Alabasterschmuck (Evangelistenfiguren und weitere skulptierte Teile) für die damals neu gefertigte Kanzel schuf wahrscheinlich Leonhard Kern. Die Bekrönungsfigur des Schalldeckels ist zwar älter als die Kanzel, wurde aber erst später hinzugefügt. Von Kern könnte auch der Entwurf für eine 1658 angeschaffte Orgel stammen, der mit L. K. signiert ist. 1621/22 erhöhte man den Turm der Kirche um ein Stockwerk. 1686 erhielt die Turmwächterwohnung eine neue Schelle, 1697/98 wurde an die Südseite des Turms eine Beicht-Cammer angebaut.
Die Instandhaltung und Erneuerung der Ausstattung vergab man im 18. Jahrhundert zu weiten Teilen an die Künzelsauer Künstlerfamilie Sommer. Den kleinen Altar zierte Johann Friedrich Sommer 1704 mit Bildhauer- und Schreinerarbeiten aus. Das Triumphkreuz schuf im selben Jahr sein Vater Hans Jakob Sommer. 1705 zog man in die Kirche eine neue Empore ein. 1727 und 1743 fanden größere Ausbesserungen am Turm statt. 1756 und 1758 führte Johann Andreas Sommer verschiedene Reparaturen an der Ausstattung durch. 1764–68 gestaltete man die Kirche im Inneren weitgehend um, es wurden etwa zwei neue Emporen eingezogen, die Fenster neu verglast und die Kirche und ihre Ausstattung neu gestrichen. An dieser Renovierung war abermals Johann Andreas Sommer beteiligt, der unter anderem den bis heute erhaltenen Orgelprospekt gestaltete. 1788 baute man nochmals eine Empore ein.
1859 wurde das Kircheninnere nach einem Plan von Christian Friedrich von Leins ein weiteres Mal umgestaltet.

### Anbauten von 1913

Die Johanneskirche nach der Erneuerung von 1913 mit Portalvorbau an der Westseite und zwei Treppentürmen an der Nordseite.

Vollständig umgestaltet wurde die Kirche dann 1913 nach Plänen von Martin Elsaesser. Die Kirche erhielt dabei nach Westen hin einen Portalvorbau, an die Südseite stellte man einen Vorbau für die Emporentreppe und an die Nordseite zwei Treppentürme. Die Einbauten im Innern der Kirche wurden vollständig entfernt und durch zwei neue umlaufende Emporen ersetzt. 1951 wurde die Kirche dann außen neu verputzt.

### Sanierung ab 1970 und heutiger Zustand
Ihre heutige Gestalt erhielt die Kirche durch die umfassende Sanierung ab 1970, bei der die Anbauten von 1913 und die Emporen entfernt wurden. Im Zuge dieser Modernisierung wurde auch der Boden gefliest, die Kanzel umgesetzt und die Kirchenbänke wurden durch Stühle ersetzt. 2009 rückte man bei einer erneuten Umgestaltung des Innenraums die Kanzel wieder an ihren ursprünglichen Platz.

## Orgel

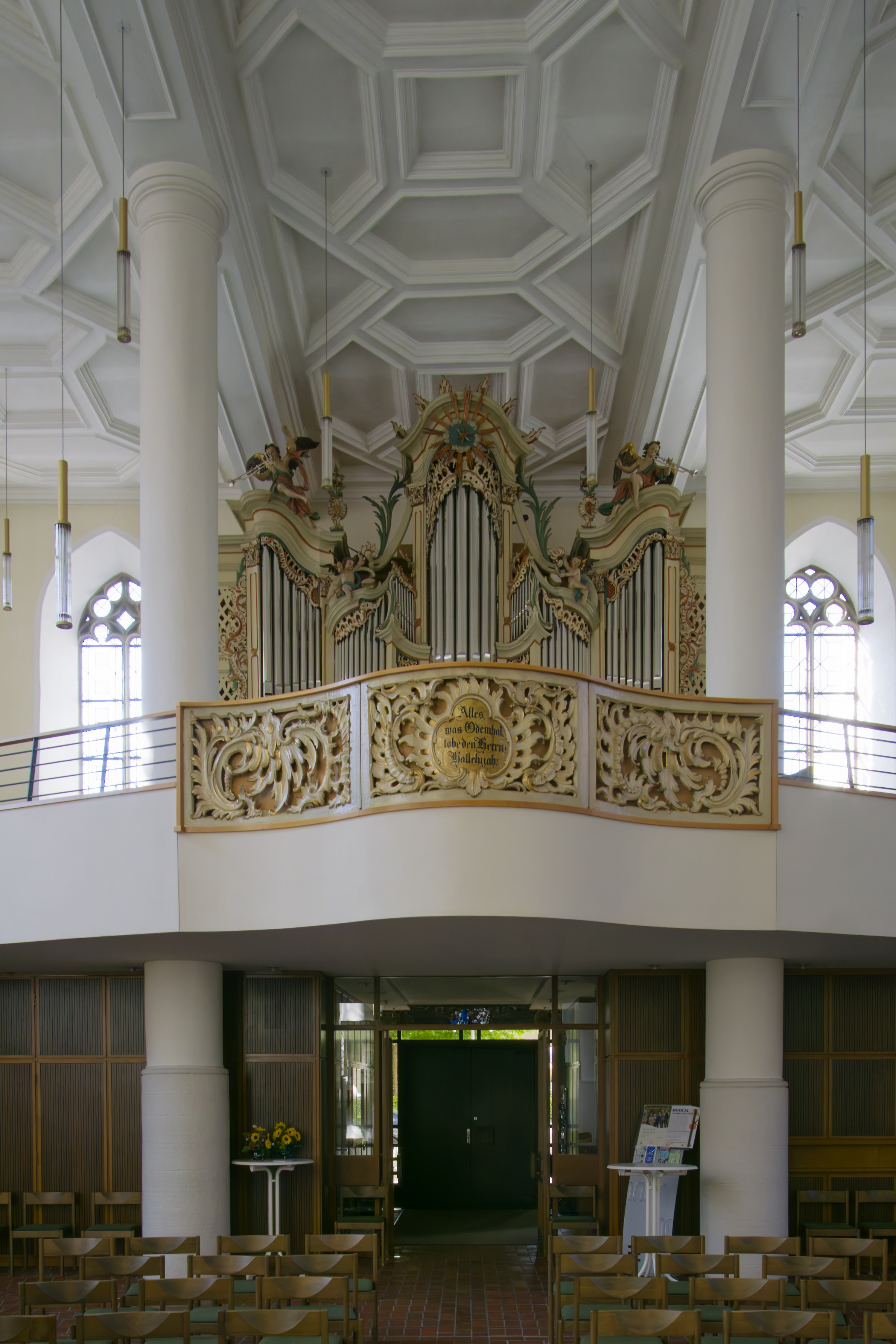
Orgel der Johanneskirche

Im Jahr 2011 wurde eine neue Orgel eingebaut, unter Erhaltung des originalen Prospekts. Das Instrument der Firma Winterhalter hat mechanische Spieltrakturen, die Registertrakturen sind mechanisch und elektrisch. Die 31 Register sind über zwei Manuale und Pedal spielbar.
| I Hauptwerk C–a3 |                |        |
| 1.               | Bourdon        | 16‘    |
| 2.               | Prinzipal      | 8‘     |
| 3.               | Holzflöte      | 8‘     |
| 4.               | Viola di Gamba | 8’     |
| 5.               | Octave         | 4‘     |
| 6.               | Traversflöte   | 4‘     |
| 7.               | Quinte         | 2 ⁄3′  |
| 8.               | Superoktave    | 2‘     |
| 9.               | Terz           | 1 3⁄5′ |
| 10.              | Mixtur IV-V    | 1 ⁄3′  |
| 11.              | Trompete       | 8‘     |
|                  | Zimbelstern    |        |

| II Schwellwerk C–a3 |                      |        |
| 12.                 | Principal            | 8‘     |
| 13.                 | Rohrflöte            | 8‘     |
| 14.                 | Salicional           | 8‘     |
| 15.                 | Bifara               | 8‘     |
| 16.                 | Octave               | 4‘     |
| 17.                 | Spitzflöte           | 4‘     |
| 18.                 | Nasard               | 2 ⁄3′  |
| 19.                 | Flageolett           | 2‘     |
| 20.                 | Terz                 | 1 3⁄5′ |
| 21.                 | Mixtur IV            | 1’     |
| 22.                 | Trompette harmonique | 8‘     |
| 23.                 | Basson-Hautbois      | 8‘     |
|                     | Tremulant            |        |

| Pedalwerk C–f1 |               |         |
| 24.            | Principalbass | 16‘     |
| 25.            | Subbass       | 16‘     |
| 26.            | Quintbass     | 10 2⁄3′ |
| 27.            | Octavbass     | 8’      |
| 28.            | Bassflöte     | 8’      |
| 29.            | Bassoktave    | 4’      |
| 30.            | Posaune       | 16‘     |
| 31.            | Trompete      | 8‘      |

- Koppeln: II/I (auch als Suboktavkoppel), I/P, II/P (auch als Superoktavkoppel)